# Cryptoptilla immersana
Cryptoptilla immersana (tên tiếng Anh: Four Eyes hoặc Ivy Leafroller) là một loài bướm đêm thuộc họ Tortricidae. Nó được tìm thấy ở Queensland, New South Wales và Tasmania.
Sải cánh dài khoảng 27 mm đối với con cái và 22 mm đối với con đực.
Ấu trùng ăn các loài Hedera helix, Kennedia prostrata và Caprifoliaceae, Liliaceae, Oleaceae, Ranunculaceae, Rosaceae, Rutaceae, Salicaceae, Verbenaceae và Zamiaceae. Furthermore, it is considered a pest on Persea americana.

## Hình ảnh

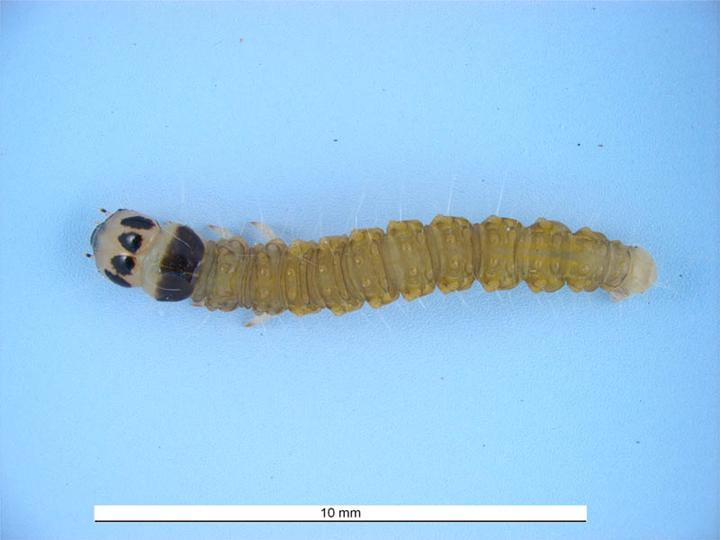
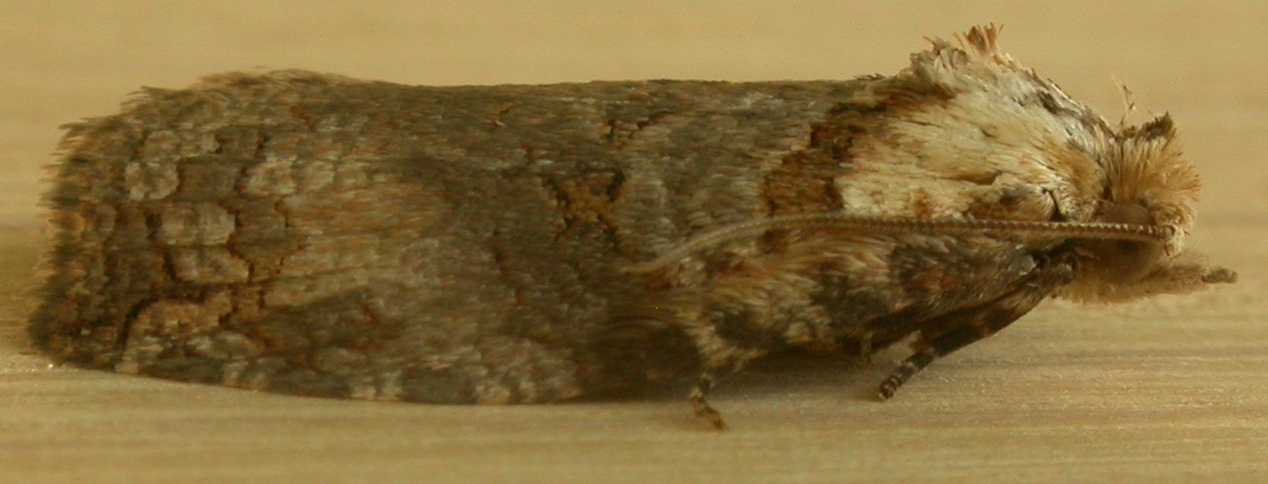